# Metropolija Keewatin-Le Pas
Metropolija Keewatin-Le Pas je rimskokatoliška metropolija s sedežem v The Pasu (Kanada); ustanovljena je bila leta 1967.
Metropolija zajema naslednje (nad)škofije:
- nadškofija Keewatin-Le Pas,
- škofija Churchill-Baie d'Hudson,
- škofija Labrador City-Schefferville in
- škofija Moosonee.

## Metropoliti
- Paul Dumouchel (13. julij 1967-7. november 1986)
- Peter Alfred Sutton (7. november 1986-25. marec 2006)
- Sylvain Lavoie (25. marec 2006-danes)